# Фіскут
Фіскут (рум. Fiscut) — село у повіті Арад в Румунії. Входить до складу комуни Шагу.
Село розташоване на відстані 408 км на північний захід від Бухареста, 16 км на південь від Арада, 32 км на північний схід від Тімішоари.

## Населення
За даними перепису населення 2002 року у селі проживали 548 осіб.
Національний склад населення села:
| Національність | Кількість осіб | Відсоток |
| -------------- | -------------- | -------- |
| румуни         | 429            | 78,3%    |
| цигани         | 101            | 18,4%    |
| угорці         | 18             | 3,3%     |

Рідною мовою назвали:
| Мова      | Кількість осіб | Відсоток |
| --------- | -------------- | -------- |
| румунська | 535            | 97,6%    |
| угорська  | 10             | 1,8%     |